# НЕК Неймеген
НЕК (на нидерландски: Nijmegen Eendracht Combinatie, Неймеген Ендрахт Комбинати) е нидерландски футболен клуб от град Неймеген. В България е по-популярен под наименованието НЕК Неймеген.

## Успехи
- Купа на Нидерландия
  - Финалист (4): 1972-73, 1982-83, 1993-94, 1999-00
- Ерсте дивиси (1): 1974-75

## Известни футболисти
- Гюс Хидинк
- Денис Ромедал
- Деян Говедарица

## Бивши треньори
- Йохан Неескенс
- Вим Куверманс
- Марио Бийн
- Патрик Клойверт (Асистент)